# Закон і порядок: Лос-Анджелес
«Закон і порядок: Лос-Анджелес» (англ. Law & Order: LA) — американський поліцейський процесуально - правовий драматичний телесеріал, дія якого відбувається в Лос-Анджелесі, створений і спродюсований Діком Вульфом і розроблений Блейком Мастерсом, прем’єра відбулася на NBC 29 вересня 2010 року як п’ята серія франшизи «Закон і порядок». Закон і порядок: Лос-Анджелес дебютував після того, як минулої весни закінчився 20-річний випуск оригінального Закону і порядку.
18 жовтня 2010 року серіал отримав повний сезон. Проте 18 січня 2011 року NBC оголосила, що призупиняє серіал на невизначений термін. За словами представника шоу, зміна розкладу була спричинена не лише зміною акторського складу в середині сезону. Пізніше мережа оголосила дату повернення серіалу, 11 квітня 2011 року; і останній епізод, вийшов в ефір 11 липня 2011 року. 13 травня 2011 року NBC закрив телесеріал після одного сезону.

## Формат
— Вступна доповідь Стівена Зірнкілтона
В описі серіалу, опублікованому на офіційному веб-сайті NBC, сказано: «Від Діка Вульфа ви поринете в блиск, гламур і провину Лос-Анджелеса. Від тонкого Беверлі-Гіллз до занудного Голлівуду, елітне пограбування LAPD. Відділ вбивств займається поєднанням класичних історій, вирваних із заголовків, на фоні серіалу Лос-Анджелес. заглиблюється в резонансні злочини Західного узбережжя». [ 29 ] Формат подібний до інших шоу «Закон і порядок», хоча адаптований до системи кримінального правосуддя Лос-Анджелеса: кожен епізод починається із зображення злочину, потім представляє розслідування поліції Лос-Анджелеса, звинувачення окружного прокурора Лос-Анджелеса та розгляд справи у Вищому суді Лос-Анджелеса. Злочини, які переслідуються, кодифіковані в Кримінальному кодексі Каліфорнії . Як і в інших процесуальних програмах поліції Лос-Анджелеса, злочини іноді називаються номерами розділів Кримінального кодексу.
Закон і порядок: Лос-Анджелес — єдиний американський серіал Закон і порядок, дія якого відбувається за межами Нью-Йорка.
Початковий текст не використовувався для перших двох епізодів. Починаючи з третього епізоду, використовується розповідь Стівена Зірнкілтона для оригінального Закону та порядку. Розповідь було змінено після перерви, щоб чітко згадати Лос-Анджелес.
Спочатку серіал був першим у франшизі, який не використовував повнометражну тему, що демонструє кожного з учасників акторського складу. Натомість у цьому варіанті використовувався короткий початок, який відображав лише назву шоу та «Створено Діком Вульфом». Починаючи з шостого епізоду, цей короткий початок був повністю відкинутий; Акторський склад серіалу представлений під час першої дії шоу, перед списком запрошених зірок і знімальної групи.
Зі зміною акторського складу після перерви була введена повна послідовність заголовків, подібна до інших серій у франшизі. Шоу відкривається нічним краєвидом міста в золотих тонах. У міру того, як розповідь ведеться, написи районів у місті та навколо нього з’являються ніби вгорі; з цих літер плавають разом, щоб сформувати назву серії. Після початкової сцени, в якій розкривається злочин, у титрах показуються головні герої серіалу в уповільненій зйомці, у той час як відтворюється слабка композиція традиційної теми «Закон і порядок» .
Шоу продовжує використовувати знаковий шрифт Friz Quadrata, який використовується у всій франшизі «Закон і порядок» для титрів

## Актори та персонажі

### Головний склад
- Альфред Моліна – Рікардо Моралес; заступник окружного прокурора, який став старшим детективом.

### Поліція
- Скіт Ульріх — Рекс Вінтерс; старший детектив LAPD.
- Корі Столл — Томас «Ті Джей» Ярушальскі; молодший детектив LAPD.
- Ванда де Хесус і Рейчел Тікотін – Арлін Гонсалес; лейтенант LAPD.

### Прокурори
- Терренс Говард — Джон «Джо» Деккер; заступник прокурора району.
- Алана де ла Гарса — Конні Рубіроза ; заступник прокурора.
- Реджина Голл — Евелін Прайс; заступник прокурора.
- Меган Бун – Лорен Стентон; заступник прокурора.
- Пітер Койоті — Джеррі Хардін; окружний прокурор

## Список епізодів
У серіалі часто використовуються історії, засновані на реальних злочинах. Такі епізоди вигадують реальний злочин, змінюючи деталі, подібно до попереднього кримінального серіалу «Драгнет», заснованого в Лос-Анджелесі. Назви епізодів названо за районами Лос-Анджелеса.
Сезон був випущений на DVD у вигляді п'яти дисків. Включено всі 22 епізоди, а також додаткові функції.

## Виробництво

### Історія та розвиток
10 січня 2010 року програмний керівник NBC Анджела Бромстад оголосила під час зимового прес-туру TCA, що мережа веде переговори з Діком Вульфом про створення нового серіалу під назвою «Закон і порядок: Лос-Анджелес», і вказала, що NBC прагне найняти сценаристів для пілоту.
Звіти на початку травня свідчать про те, що NBC прийняла рішення взяти «Закон і порядок: Лос-Анджелес» із замовленням на 13 епізодів на осінь 2010 року, залучивши творця Блейка Мастерса до спільного створення нового серіалу в Лос-Анджелесі. NBC підтвердив нове замовлення серіалу 14 травня 2010 року. Рене Балькер працював шоураннером і головним сценаристом серіалу та виконавчим продюсером разом із сценаристом пілотного серіалу Блейком Мастерсом, Вульфом, Пітером Янковскі та Крістофером Місіано який працював раніше над телесеріалом Західне крило.
18 жовтня 2010 року шоу отримало повний сезон. У січні 2011 року було змінено акторський склад; Акторський склад покинули Скіт Ульріх, Реджина Голл і Меган Бун. Шоу перейшло до епізодів з новим акторським складом. Решта епізодів з оригінальним акторським складом почали транслювати 30 травня 2011 року.

### Історія трансляцій
Шоу спочатку транслювалося в середу о 22:00 після «Закон і порядок: Спеціальний корпус» на NBC. Після перерви серіал перенесено на вечір понеділка о 22:00.

### Закриття
NBC скасувала «Закон і порядок: Лос-Анджелес» 13 травня 2011 року, майже через рік після того, як NBC скасувала оригінальний серіал «Закон і порядок». Голова NBC Роберт Грінблат відзначив творця Діка Вольфа за те, що він переосмислив шоу, і сказав: «Ми намагалися, але у нас не було часу, щоб повернути його, якщо воно не буде показувати ознак зростання».
Грінблатт також сказав TV Guide, коли вони запитали про скасування: «Ми перенесли його, зняли з розкладу та спробували оновити. Він значно покращився творчо, і він не мав великого вступу в понеділок. Це було одним із тих важких рішень: ми залишаємося при цьому чи настав час рухатися далі?» Перед тим, як висловитися, Грінблатт додав: «Закон і порядок: Лос-Анджелес, я думаю, що ми просто не запустили це правильно. Це було включено до розкладу без пілота минулої осені, до мого прибуття. Були всі види Триває хаос: шоу було добре, а потім було знято за іншим сценарієм, який міг би спрацювати краще, але ми просто подумали, що це недостатньо сильний гравець, щоб продовжити в наступному сезоні». Шоураннер Рене Балсер опублікував відео незабаром після оголошення про його скасування, закликаючи шанувальників зателефонувати на NBC, щоб продовжити серіал, і заявивши, що сезон закінчиться катастрофою. (Однак через те, що епізоди транслювалися не в порядку послідовності, епізод, який він згадував, «Hayden Tract», насправді не був останнім епізодом, який вийшов в ефір.)
Закон і порядок: Лос-Анджелес відзначає другий телесеріал з франшизи, яку NBC скасувала; другий, який було скасовано лише через один сезон, Закон і порядок: Суд присяжних — скасований у 2005 році — був першим.

## Кастинг
Перший кастинг було оголошено в червні 2010 року, коли Скіт Ульріх отримав роль детектива Рекса Вінтерса; в результаті творчої переробки герой Ульріха був убитий під час виконання службових обов'язків наркокартелем. Корі Столл грає детектива поліції Лос-Анджелеса Томаса «Ті Джей» Ярусзальскі, який спочатку був партнером Рекса Вінтерса, пізніше — Рікардо Моралеса. Ванда Де Хесус спочатку зіграла лейтенанта Арлін Гонзалес 31 липня 2010 року, але залишила у вересні після зйомок лише перших двох епізодів. Пізніше Рейчел Тікотін приєдналася до акторського складу в ролі Гонсалес, замінивши Де Хесуса, перезнявши свої сцени після пілотного епізоду.
Альфред Моліна отримав роль заступника окружного прокурора Рікардо Моралеса; пізніше його герой йде у відставку з офісу окружного прокурора через розчарування системою правосуддя та політикою прокуратури. Моралес Моліни повертається до своєї старої роботи поліцейським детективом, замінивши детектива Вінтерса. Реджина Голл зіграла партнерку DDA Моралеса, заступника окружного прокурора Евелін Прайс. Її героїня звільняється з офісу окружного прокурора незабаром після того, як це робить Моралес.
Терренс Говард приєднався до акторського складу в ролі заступника окружного прокурора Джони «Джо» Деккера, персонаж якого мав працювати разом із заступником прокурора Моралесом; Говард і Моліна розподіляють робоче навантаження, кожен з’являється приблизно в половині епізодів, таким чином дозволяючи серіалу знімати акторів повнометражних фільмів, а акторам залишатися активними в кіно. Коли Моралес вирішує повернутися до роботи детектива, Деккер стає єдиним окружним прокурором, що є ще одним ефектом творчого перегляду. Меган Бун була представлена як молодший заступник окружного прокурора Лорен Стентон, помічник Деккера. Бун пішла з серіалу, а її героїня переїхала до Вашингтона, коли її хлопець отримав там роботу.
Після оновлення серіалу акторка Алана де ла Гарса повторила свою роль Конні Рубірози, тепер нової партнерки Деккера. Рубіроза переїжджає з Нью-Йорка до Лос-Анджелеса, щоб бути ближче до своєї хворої матері. Бун пішла з серіалу, а її героїня переїхала до Вашингтона, коли її хлопець отримав там роботу.
Після оновлення серіалу акторка Алана де ла Гарса повторила свою роль Конні Рубірози, тепер нової партнерки Деккера. Рубіроза переїжджає з Нью-Йорка до Лос-Анджелеса, щоб бути ближче до своєї хворої матері.